# Rodesia del Noroeste
Rodesia del Noroeste (en inglés: North-Western Rhodesia), en el centro-sur de África, era un territorio administrado desde 1891 hasta 1899 bajo la constitución de la Compañía Británica de Sudáfrica. En 1890, la Compañía Británica de Sudáfrica firmó un tratado con el rey Lewanika de Barotse, uno de los gobernantes tradicionales más poderosos del territorio. El tratado no confirió el estatus de protectorado en el territorio, ya que solo el gobierno británico podría otorgar ese estatus. No obstante, la carta otorgó protección al territorio.
El territorio consistía en la mitad occidental de la actual Zambia hasta el río Kafue, su frontera con el noreste de Rodesia. Más tarde, la frontera entre los dos territorios fletados se trasladó al este, pero la distinción no tuvo grandes implicaciones.
En 1899 se fusionó Rodesia del Noroeste con Barotselandia para formar Barotselandia-Rodesia del Noroeste, un protectorado británico oficial. En 1911 se fusionaron Barotselandia-Rodesia del Noroeste con Rodesia del Nordeste para formar Rodesia del Norte, actual República de Zambia. Su capital era Kalomo, mientras que la de su contraparte oriental era Fuerte Jameson, hoy en día Chipata.

## Referencoias
1. ↑  The Map of Africa by Treaty por Sir E. Hertslet.
2. ↑  Barotziland-North-Western Rhodesia Order in Council, 1899, S.R.O. 1901 Núm. 567
3. ↑  Commonwealth and Colonial Law por Kenneth Roberts-Wray, Londres, Stevens, 1966. P. 753

- Datos: Q2400545